# Dvě věže
Dvě věže je název druhého ze tří svazků románu Pán prstenů anglického autora Johna Ronalda Reuela Tolkiena. Navazuje na Společenstvo Prstenu a předchází Návratu krále. Skládá se ze dvou knih (částí), v rámci celého románu jde o knihu třetí (obahuje jedenáct kapitol) a čtvrtou (deset kapitol). Děj třetí knihy sleduje výpravu Aragorna, Legolase a Gimliho za unesenými hobity, setkání Smíška a Pipina s entem Stromovousem a boj království Rohan proti čaroději Sarumanovi. Poprvé byly Dvě věže vydány 11. listopadu 1954 ve Velké Británii nakladatelstvím Allen & Unwin.

## Okolnosti vydání
Po britském a posléze i americkém Společenstva Prstenu vydalo nakladatelství Allen & Unwin Dvě věže ještě téhož roku, 11. listopadu 1954. Krátce poté kniha vyšla také v USA. Recenze byly podobně příznivé jako u prvního svazku románu. Cliffhanger na konci čtvrté knihy navíc tentokrát přiměl čtenáře i recenzenty, aby hlasitě vyjadřovali svůj zájem o třetí knihu.
S názvem díla Tolkien spokojen nebyl, byť v dopise určeném nakladateli Rayneru Unwinovi uznává jiný by sotva dokázal lépe propojit mimoběžné příběhy ve třetí a čtvrté knize. Identita dvou věží zůstává úmyslně víceznačnou. Sám Tolkien byl toho názoru, že ději nejlépe odpovídá jejich ztotožnění s Orthankem a věží v Cirith Ungolu. V poznámce na konci Společenstva Prstenu je však uvedeno, že nad dějem se tyčí „Sarumanova citadela Orthank a pevnost Minas Morgul“. Sám autor také uznával, že mohou odkazovat také k protikladu Barad-dûr a Minas Tirith, Orthanku a Barad-dûr, případně Orthanku a Minas Tirith. Tolkien rovněž zvažoval, že knihu pojmenuje Stín se dlouží (The Shadow Lenghtens), v návaznosti na Návrat stínu, původní název Společenstva Prstenu. Pro jednotlivé části určil Tolkien pojmenování „Zrada Železného pasu“ (pro třetí knihu) a „Prsten jde na východ“ (pro čtvrtou knihu), ve finálním textu se jich však neužívá. Na kresbě, kterou Tolkien zhotovil pro přebal knihy, jsou jako dvě věže vyobrazeny Minas Morgul a Orthank. Nad Minas Morgul se nachází srpek měsíce (narážka na původní název věže předtím, než ji Sauron obsadil: Minas Ithil znamená doslova „věž měsíce“) a u Orthankem nahoře pěticípá hvězda (pentagram symbolizující čaroděje) a bílá ruka vespod. Pro původní vydání kresba využita nebyla, jako ilustraci na přebal ji poprvé umístilo až nakladatelství HarperCollins v roce 2000.

## Děj

### Kniha třetí
Třetí kniha sleduje osudy Aragorna, Legolase a Gimliho. Aragorn se na počátku rozhodne sledovat skřety, kteří s uneseným Smíškem a Pipinem směřují na západ do Železného pasu, sídla zlého čaroděje Sarumana. Než se jim to podaří, skřeti jsou pobiti jezdeckou družinou Rohirů, obyvatel Rohanu, království, přes jehož území skřeti putují. Zajatí hobiti přitom nepozorovaně uniknou a dostanou se do blízkého lesa Fangornu, který je domovem entů, stromům podobných bytostí, které les opatrují. Na jednoho enta jménem Stromovous Smíšek s Pipinem narazí. Svým příchodem přimějí enty se sejít a reagovat na situaci, která se jich dotýká nepřátelským jednáním Sarumana, jehož sídlo s Fangornem sousedí. Hněv entů nad Sarumanem konečně přeteče a entové se s oběma hobity vydají k Sarumanovu sídlu, věži Orthanku, stojící uprostřed kruhu skal v Železném pasu. V Železném pasu si Saruman vybudoval rozsáhlé dílny, v nichž vyzbrojuje své vojsko skřetů, neboť dříve zatoužil po Jednom prstenu a snaží se jej získat místo Saurona (o tom se čtenář dozví z kapitoly o Elrondově poradě). Entové dílny v Železném pasu zničí a věž Orthank obklíčí (nemohou ji zničit), Saruman je polapen ve svém sídle.
Aragorn s Legolasem a Gimlim nedostihnou skřety dříve, než ti jsou pobiti Jezdci Rohanu. Se zajatými hobity se již nesetkají, zato se setkají s jednou rohanskou družinou, vedenou Éomerem, synovcem rohanského krále Théodena. S jejich pomocí se vydají hledat do Fangornu Smíška s Pipinem, narazí tam však na Gandalfa, který, jak se ukáže, v souboji s balrogem zemřel, ale nyní se vrací na svět ještě silnější, aby splnil svůj úkol – jako Gandalf Bílý.
Gandalf Aragorna s druhy odvrací od dalšího hledání hobitů a bere je s sebou do rohanského hlavního města Edorasu. Rohanský král Théoden je v zajetí vlivu svého rádce Grímy Červivce, ve skutečnosti Sarumanova sluhy, který měl Rohiry udržet v Sarumanově vlivu. Od Grímy osvobozený Théoden se následně s vojskem vydá do Železného pasu, aby skoncoval se Sarumanovou mocí. Saruman se pokusí Rohiry zničit svým vojskem Uruk-hai a ti jsou nuceni uchýlit se do staré rohanské pevnosti Hlásky v Helmově žlebu a v ní se bránit. Sarumanovo vojsko je nakonec zničeno a Gandalf s Éomerem se vydají přemoci samotného Sarumana. Ten se je nejprve pokusí silou své výmluvnosti svést na svou stranu, Gandalf mu proto odejme jeho moc. O Sarumanově porážce se okamžitě dozví Sauron (Saruman vlastnil vidoucí kámen, palantír, umožňující spojení na dálku, do něhož se podívá Pipin) a vyšle jednoho z nazgûlů, aby k němu dopravil hobita, o němž je přesvědčen, že nese Jeden prsten. To byla předzvěst války, kterou Sauron hodlá rozpoutat, proto se Gandalf spěšně spolu s Pipinem vydává na cestu do Gondoru.

### Kniha čtvrtá
Čtvrtá kniha popisuje cestu Froda a Sama do Mordoru. Nedlouho po rozpadu Společenstva narazí na Gluma, tvora, který vlastnil Jeden prsten před Bilbem (blíže o tom v Hobitovi). Glum sledoval Společenstvo od Morie, kde přebýval, neboť toužil prsten získat zpět. Frodo Gluma zkrotí a přiměje ho, aby mu ukázal cestu do Mordoru, kde již podle vlastních slov jednou byl. Glum Froda se Samem vede k Černé bráně Mordoru, Sauronovy říše obklopené horami, ta je však silně střežena. Glum pak nabídne další cestu dále na jihu. Při jejím hledání narazí hobiti s Glumem na družinu Faramira, Boromirova bratra, který v tamní končině hlídá východní hranici Gondoru před Sauronovými zlými služebníky. Faramir se dozví o prstenu, který Frodo nese, a jelikož ví, o jaký prsten se jedná, málem po něm sám zatouží. Nechá však hobity pokračovat dál v cestě. Hobiti pod Glumovým vedením dojdou nakonec k průsmyku, kudy vede cesta do Mordoru. Vydají se jím vzhůru, až dojdou k podzemním tunelům, které ústí přímo v Mordoru za hřebenem hraničních hor. Glum je do tunelů zavede a potom zmizí. Glum totiž stále touží získat zpět Jeden prsten a doufá, že se Froda zbaví s pomocí Oduly, obrovské pavoučice, která tunely obývá. Odula skutečně hobity přepadne a svým jedem ochromí Froda. Sam v domnění, že je Frodo mrtev, si bere prsten k sobě, čímž nevědomky zabrání Sauronovi, aby se prstenu zmocnil, neboť vzápětí Frodovo tělo naleznou skřeti. Sam je rozhodnut dokončit poslání sám a prsten donést k Hoře osudu, na samém konci knihy se však dozví od skřetů, že Frodo je pouze omráčen.

## Adaptace
Dvě věže byly poprvé částečně adaptovány na filmové plátno v roce 1978, když do kin vstoupila Bakshiho adaptace Pána prstenů. Jednalo se o animovaný snímek vyrobený technikou rotoskopie. Zahrnoval Společenstvo Prstenu a pouze první část Dvou věží. Linie Froda a Sama končí v okamžiku, kdy je Glum vede k Odulinu doupěti, osudy ostatních jsou dovedeny až k bitvě o Helmův žleb.
Film Pán prstenů: Dvě věže režiséra Petera Jacksona měl premiéru v prosinci 2002 jakožto druhý díl filmové trilogie Pán prstenů. Děj předlohy, která plynule navazuje na předchozí a následující svazek, je upraven tak, aby bylo dosaženo samostatného a kompaktního filmu. Snímek vrcholí bitvou o Helmův žleb, jejíž význam je proti knižní podobě podtržen, útokem entů na Železný pas a událostmi v Osgiliathu, kam jsou Frodo a Sam zavedeni Faramirem ve scénách, jež předloha neobsahuje.